# فردریک بلکبرن
فردریک بلکبرن (فرانسوی: Frédéric Blackburn‎؛ زادهٔ ۲۱ دسامبر ۱۹۷۲) از ورزشکاران و مدال‌آوران در بازی‌های المپیک زمستانی اسکیت‌باز سرعت اهل کانادا است.